# José Norberto Huezo Montoya
José Norberto Huezo Montoya   (San Salvador, 6 de juny de 1956 - 5 de març de 2025) fou un futbolista salvadorenc.
La seva trajectòria esportiva transcorregué principalment a diversos clubs centre-americans com l'Atlético Marte o el C.D. FAS, al Salvador, el Jalapa a Guatemala, el Club Sport Herediano a Costa Rica, o el Club de Fútbol Monterrey a Mèxic. També jugà a Espanya als modestos Palencia CF i Cartagena FC. Fou internacional amb la selecció del Salvador, amb la qual disputà la Copa del Món de 1982.